# قائمة الحكام الفرنسيين للجزائر
في 22 يوليو 1834،
استحدث ملك فرنسا لويس فيليب الأول منصب «الحاكم العام» مكلف بالقيادة العامة والإدارة العليا للمستعمرات الفرنسية الجديدة (إيالة الجزائر سابقا) في شمال أفريقيا. يتبع الحاكم العام لوزارة الحرب، ويساعده مكلف بالشؤون المدنية ومدير مالي ومجلس استشاري (يضم موظفين معينين وضابط قائد للفيالق ومسؤول عن البحرية ومكلف عسكري ووكيل قضائي عام).

## المقر

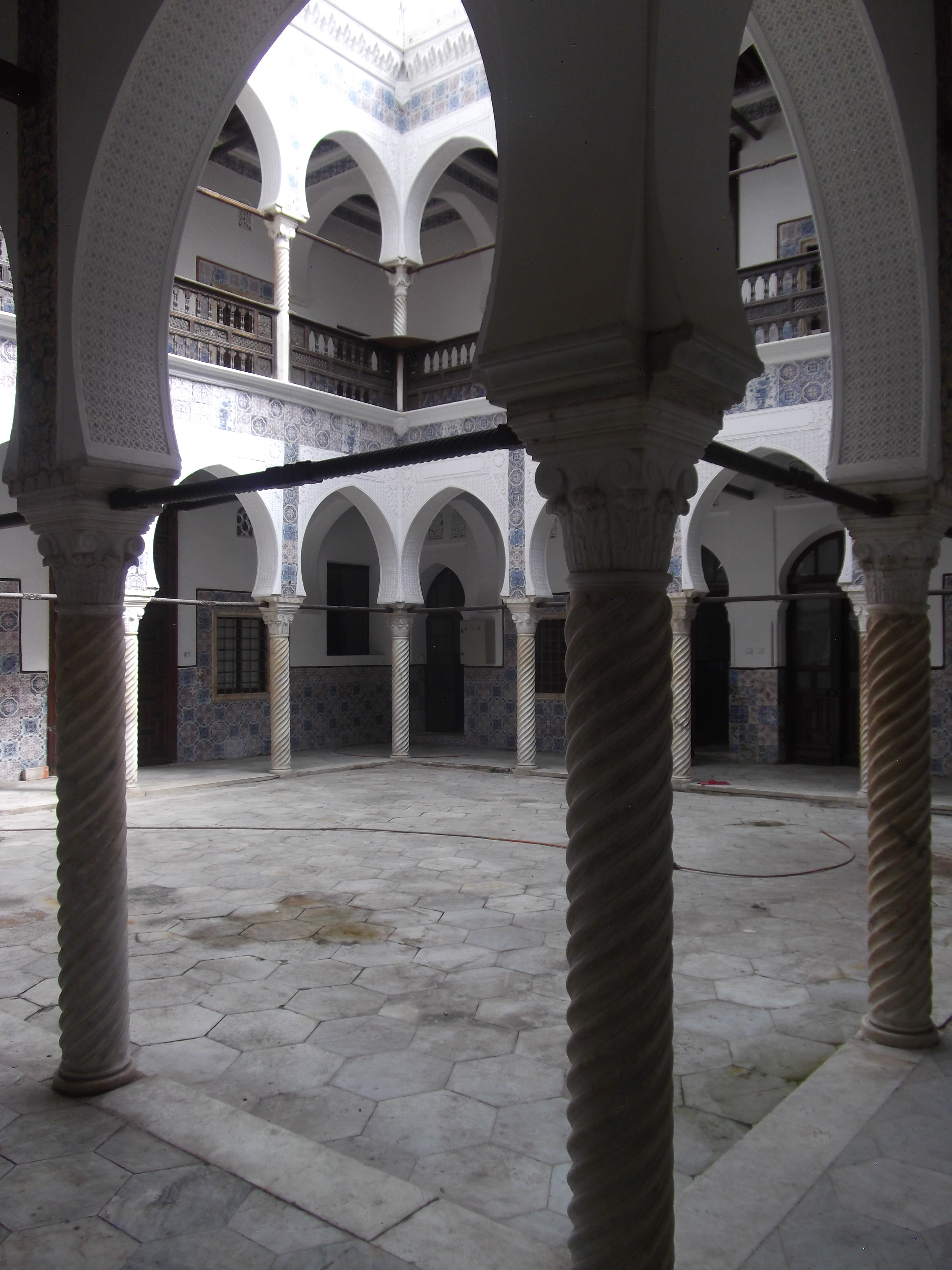
صور لفناء دار حسن باشا.

اتخذ الحكام العامون دار حسن باشا كمقر شتوي لهم ، واستمر الأمر كذلك إلى غاية خمسينيات القرن العشرين.
كانت تسمية «الحكومة العامة» تشير في نفس الوقت إلى الهيئة الحاكمة وإلى هذا المبنى كذلك. تميز هذا المبنى التحفة بضمه ل600 مكتب وقاعة اجتماعات، ما مكن من جمع عدة مصالح عامة للإدارة الفرنسية. تم بناؤه ما بين 1929 و 1934 على شكل حرف H، واستكمل بتحديثات استمرت إلى غاية 1955. يطل المبنى على نهج لافريير وشارعي بارتيز وسانت أوغستين ونهج فرديناند فوش. وتكفلت بالإنجاز شركة أوغست بيريه وفق تصميم المهندس جاك غيوشان (Jacques Guiauchain) على مساحة فاقت 4400 متر مربع.

## قائمة الحكام
تضم هذه القائمة حكام الدولة لمستعمرة الجزائر مابين بداية الاحتلال (1830) واستقلال الجزائر في 1962.
| البداية          | النهاية        | اسم الحاكم                                                                 | المولد/الوفاة                                                              | المنصب                                                                     |                                                                            |
| ---------------- | -------------- | -------------------------------------------------------------------------- | -------------------------------------------------------------------------- | -------------------------------------------------------------------------- | -------------------------------------------------------------------------- |
| 5 يوليو 1830     | 12 أغسطس 1830  | دي بورمن                                                                   | 1773-1846                                                                  | قائد المسؤول عن الجيش المتوجه لأفريقيا                                     |                                                                            |
| 12 أغسطس 1830    | 21 فبراير 1831 | برتران كلوزيل                                                              | 1772-1842                                                                  | حاكم عسكري                                                                 |                                                                            |
| 21 فبراير 1831   | 6 ديسمبر 1831  | بيار بيرتيزين                                                              | 1775-1847                                                                  | حاكم عسكري                                                                 |                                                                            |
| 6 ديسمبر 1831    | 29 أبريل 1833  | دي روفيغو                                                                  | 1774-1833                                                                  | حاكم عسكري                                                                 |                                                                            |
| 29 أبريل 1833    | 27 يوليو 1834  | تيوفيل فوارول                                                              | 1781-1853                                                                  | حاكم عسكري                                                                 |                                                                            |
| 27 يوليو 1834    | 8 يوليو 1835   | جان بابتيست درويت                                                          | 1765-1844                                                                  | حاكم عام                                                                   |                                                                            |
| 8 يوليو 1835     | 12 فبراير 1837 | برتران كلوزيل                                                              | 1772-1842                                                                  | حاكم عام                                                                   |                                                                            |
| 12 فبراير 1837   | 12 أكتوبر 1837 | شارل-ماري دينيس دامريمون                                                   | 1783-1837                                                                  | حاكم عام                                                                   |                                                                            |
| 1 ديسمبر 1837    | ديسمبر 1840    | سيلفان شارل فالي                                                           | 1773-1846                                                                  | حاكم عام                                                                   |                                                                            |
| 22 فبراير 1841   | 27 سبتمبر 1847 | توماس روبير بيجو                                                           | 1784-1849                                                                  | حاكم عام                                                                   |                                                                            |
| 1 سبتمبر 1845    | 6 يوليو 1847   | لويس لاموريسيير                                                            | 1806-1865                                                                  | حاكم عام بديل                                                              |                                                                            |
| 6 يوليو 1847     | 27 سبتمبر 1847 | Marie-Alphonse Bedeau                                                      | 1804-1863                                                                  | حاكم عام بديل                                                              |                                                                            |
| 27 سبتمبر 1847   | 24 فبراير 1848 | Henri d'Orléans, duc d'Aumale ‏                                             | 1822-1897                                                                  | حاكم عام                                                                   |                                                                            |
| 24 فبراير 1848   | 29 أبريل 1848  | لويس أوجين كافينياك                                                        | 1802-1857                                                                  | حاكم عام                                                                   |                                                                            |
| 29 أبريل 1848    | 9 سبتمبر 1848  | Nicolas Changarnier                                                        | 1793-1877                                                                  | حاكم عام                                                                   |                                                                            |
| 20 يونيو 1848    | 9 سبتمبر 1848  | Guillaume Stanislas Marey-Monge                                            | 1796-1863                                                                  | حاكم عام بالنيابة                                                          |                                                                            |
| 9 سبتمبر 1848    | 22 أكتوبر 1850 | Viala Charon                                                               | 1794-1880                                                                  | حاكم عام                                                                   |                                                                            |
| 22 أكتوبر 1850   | 10 مايو 1851   | Alphonse Henri d'Hautpoul                                                  | 1789-1865                                                                  | حاكم عام                                                                   |                                                                            |
| 10 مايو 1851     | 11 ديسمبر 1851 | Aimable Pélissier, duc de Malakoff                                         | 1794-1864                                                                  | حاكم عام                                                                   |                                                                            |
| 11 ديسمبر 1851   | 31 أغسطس 1858  | جاك لوي راندون                                                             | 1795-1871                                                                  | حاكم عام                                                                   |                                                                            |
| 31 أغسطس 1858    | 24 نوفمبر 1860 | إلغاء مهام الحاكم العام للجزائر والتي تولتها إلى وزارة الجزائر والمستعمرات | إلغاء مهام الحاكم العام للجزائر والتي تولتها إلى وزارة الجزائر والمستعمرات | إلغاء مهام الحاكم العام للجزائر والتي تولتها إلى وزارة الجزائر والمستعمرات | إلغاء مهام الحاكم العام للجزائر والتي تولتها إلى وزارة الجزائر والمستعمرات |
| 24 نوفمبر 1860   | 22 مايو 1864   | Aimable Pélissier, duc de Malakoff                                         | 1794-1864                                                                  | حاكم عام                                                                   |                                                                            |
| 22 مايو 1864     | 1 سبتمبر 1864  | إدموند شارل دو مارنتونبري                                                  | 1808-1883                                                                  | حاكم عام بالنيابة                                                          |                                                                            |
| 1 سبتمبر 1864    | 27 يوليو 1870  | باتريس دو مكماهون                                                          | 1808-1893                                                                  | حاكم عام                                                                   |                                                                            |
| 1 سبتمبر 1864    | 27 يوليو 1870  | Louis Durrieu ‏                                                             | 1812-1877                                                                  | حاكم عام مؤقت                                                              |                                                                            |
| 27 يوليو 1870    | 16 نوفمبر 1870 | Jean Louis Marie Ladislas Walsin-Esterházy                                 | 1804-1871                                                                  | حاكم عام مؤقت                                                              |                                                                            |
| 16 نوفمبر 1870   | 8 فبراير 1871  | Charles du Bouzet                                                          | 1817-1883                                                                  | Commissaire extraordinaire                                                 |                                                                            |
| 8 فبراير 1871    | 29 مارس 1871   | الكسيس لامبرت                                                              | 1829-1877                                                                  | Commissaire extraordinaire                                                 |                                                                            |
| 29 مارس 1871     | 10 يونيو 1873  | لويس هنري دي جويدون                                                        | 1809-1886                                                                  | حاكم عام                                                                   |                                                                            |
| 10 يونيو 1873    | 15 مارس 1879   | Alfred Chanzy                                                              | 1823-1883                                                                  | حاكم عام                                                                   |                                                                            |
| 15 مارس 1879     | 26 نوفمبر 1881 | Albert Grévy                                                               | 1823-1899                                                                  | حاكم عام مؤقت                                                              |                                                                            |
| 26 نوفمبر 1881   | 18 أبريل 1891  | لويس تيرمان                                                                | 1837-1899                                                                  | حاكم عام                                                                   |                                                                            |
| 18 أبريل 1891    | 1 أكتوبر 1897  | جول كامبون                                                                 | 1845-1935                                                                  | حاكم عام                                                                   |                                                                            |
| 1 أكتوبر 1897    | 26 يوليو 1898  | Louis Lépine                                                               | 1846-1933                                                                  | حاكم عام                                                                   |                                                                            |
| 26 يوليو 1898    | 3 أكتوبر 1900  | Édouard Laferrière                                                         | 1813-1901                                                                  | حاكم عام                                                                   |                                                                            |
| 3 أكتوبر 1900    | 18 يونيو 1901  | شارل جونار                                                                 | 1857-1927                                                                  | حاكم عام مؤقت                                                              |                                                                            |
| 18 يونيو 1901    | 11 أبريل 1903  | Paul Révoil                                                                | 1856-1914                                                                  | حاكم عام                                                                   |                                                                            |
| 11 أبريل 1903    | 5 مايو 1903    | Maurice Varnier                                                            | 1851-1919                                                                  | حاكم عام مؤقت                                                              |                                                                            |
| 5 مايو 1903      | 22 مايو 1911   | شارل جونار                                                                 | 1857-1927                                                                  | حاكم عام                                                                   |                                                                            |
| 22 مايو 1911     | 29 يناير 1918  | Charles Lutaud                                                             | 1855-1921                                                                  | حاكم عام                                                                   |                                                                            |
| 29 يناير 1918    | 29 أغسطس 1919  | شارل جونار                                                                 | 1857-1927                                                                  | حاكم عام مؤقت                                                              |                                                                            |
| 29 أغسطس 1919    | 28 يوليو 1921  | جان-بابتيست أبيل                                                           | 1863-1921                                                                  | حاكم عام                                                                   |                                                                            |
| 28 يوليو 1921    | 17 أبريل 1925  | Théodore Steeg                                                             | 1868-1950                                                                  | حاكم عام                                                                   |                                                                            |
| 17 أبريل 1925    | 12 مايو 1925   | Henri Dubief                                                               | 1866-1930                                                                  | حاكم عام مؤقت                                                              |                                                                            |
| 12 مايو 1925     | 20 نوفمبر 1927 | موريس فيوليت                                                               | 1870-1960                                                                  | حاكم عام                                                                   |                                                                            |
| 20 نوفمبر 1927   | 3 أكتوبر 1930  | Pierre Bordes                                                              | 1870-1943                                                                  | حاكم عام                                                                   |                                                                            |
| 3 أكتوبر 1930    | 21 سبتمبر 1935 | Jules Carde                                                                | 1874-1949                                                                  | حاكم عام                                                                   |                                                                            |
| 21 سبتمبر 1935   | 20 يوليو 1940  | Georges Le Beau                                                            | 1879-1962                                                                  | حاكم عام                                                                   |                                                                            |
| 20 يوليو 1940    | 16 يوليو 1941  | Jean-Marie Charles Abrial                                                  | 1879-1962                                                                  | حاكم عام                                                                   |                                                                            |
| 16 يوليو 1941    | 20 نوفمبر 1941 | ماكسيم ويغان                                                               | 1867-1965                                                                  | حاكم عام                                                                   |                                                                            |
| 20 نوفمبر 1941   | 20 يناير 1943  | Yves-Charles Châtel                                                        | 1865-1944                                                                  | حاكم عام                                                                   |                                                                            |
| 20 يناير 1943    | 3 يونيو 1943   | مارسال بيروتون                                                             | 1887-1983                                                                  | حاكم عام                                                                   |                                                                            |
| 3 يونيو 1943     | 8 سبتمبر 1944  | جورج كاترو                                                                 | 1877-1969                                                                  | حاكم عام                                                                   |                                                                            |
| 8 سبتمبر 1944    | 11 فبراير 1948 | Yves Chataigneau                                                           | 1891-1969                                                                  | حاكم عام                                                                   |                                                                            |
| 11 فبراير 1948 · | 9 مارس 1951    | Marcel-Edmond Naegelen                                                     | 1892-1978                                                                  | حاكم عام                                                                   |                                                                            |
| 12 أبريل 1951    | 26 يناير 1955  | Roger Léonard                                                              | 1898-1987                                                                  | حاكم عام                                                                   |                                                                            |
| 1 فبراير 1955 ·  | 30 يناير 1956  | جاك سوستال                                                                 | 1912-1990                                                                  | حاكم عام                                                                   |                                                                            |
| 30 يناير 1956    | 9 فبراير 1956  | جورج كاترو                                                                 | 1877-1969                                                                  | Résident général                                                           |                                                                            |
| 9 فبراير 1956    | 13 مايو 1958   | روبر لاكوست                                                                | 1898-1989                                                                  | Résident général                                                           |                                                                            |
| 13 مايو 1958     | 1 يونيو 1958   | أندريه موتر                                                                | 1901-1973                                                                  | Résident général                                                           |                                                                            |
| يوليو يونيو 1958 | 12 ديسمبر 1958 | راؤول سالان                                                                | 1899-1984                                                                  | Délégué général et commandant en chef des forces armées en Algérie         |                                                                            |
| 12 ديسمبر 1958   | 23 نوفمبر 1960 | بول ديلوفريي                                                               | 1914-1995                                                                  | Délégué général                                                            |                                                                            |
| 23 نوفمبر 1960   | 19 مارس 1962   | جون مورين                                                                  | 1916-2008                                                                  | Délégué général                                                            |                                                                            |

### المفوضون السامون
بعد التوقيع في 19 مارس 1962 على اتفاقيات إيفيان · ، نص مرسوم على استحداث منصب مفوض سام.
| بداية        | نهاية        | الاسم          | ميلاد/وفاة | المنصب                         |  |
| ------------ | ------------ | -------------- | ---------- | ------------------------------ |  |
| 19 مارس 1962 | 3 يوليو 1962 | كريستيان فوشيت | 1911-1974  | مفوض سام للجمهورية الجزائرية · |  |

## حالات خاصة
أثناء الإمبراطورية الثانية، حذف منصب الحاكم العام بمرسوم مؤرخ في 31 أغسطس 1858.
وحولت مهامه إلى وزير الجزائر والمستعمرات، منصب استحدث بمرسوم مؤرخ في 24 يونيو 1858.
في الفترة بين 30 أغسطس 1858 و24 نوفمبر 1860، كان منصب الحاكم العام قد حذف وصارت إدارة الجزائر من الصلاحيات المباشرة لوزارة البحرية والمستعمرات في باريس.
| البداية       | النهاية        | الاسم                             | ميلاد/وفاة | المنصب                                                                      |  |
| ------------- | -------------- | --------------------------------- | ---------- | --------------------------------------------------------------------------- |  |
| 31 أغسطس 1858 | 7 مارس 1859    | نابليون جوزيف تشارلز بول بونابارت | 1822-1891  | وزير الجزائر والمستعمرات                                                    |  |
| 7 مارس 1859   | مارس           | Eugène Rouher                     | 1814-1884  | وزير الزراعة والتجارة والأشغال العمومية مكلف بناية وزير الجزائر والمستعمرات |  |
| 24 مارس 1859  | 24 نوفمبر 1860 | Prosper de Chasseloup-Laubat      | 1805-1873  | وزير الجزائر والمستعمرات                                                    |  |